# Una voglia da morire
Una voglia da morire è un film del 1965 diretto da Duccio Tessari.

## Trama
Clara ed Eleonora, due signore della ricca borghesia milanese, sono in vacanza sulla riviera ligure, ad Arenzano, mentre i loro mariti rimangono al lavoro in città. Annoiate e desiderose di evadere dal ménage matrimoniale, dapprima si contendono le attenzioni di un giovane locale, Aldo, per poi trasformare la gara fra loro in una vera e propria "caccia all'uomo" in cui, per una notte, si mettono a battere il marciapiede per verificare il loro potere di seduzione.
Nel corso di questa strana sfida, Clara rimane uccisa in un incidente, travolta da un autotreno che ne lascia il cadavere orrendamente sfigurato, mentre Eleonora, terrorizzata, fugge a Milano, dove il marito la ritrova in casa ubriaca e sconvolta.
L'incidente mette in moto le indagini della polizia volte a identificare l'identità del cadavere e la dinamica dell'eventuale delitto, anche se le piste investigative li porta a cercare nel mondo della prostituzione locale e dei potenziali clienti. I mariti, dal canto loro, si accordano per mettere in atto un piano che li metta al riparo dallo scandalo.